# 河田木曽川渡河の戦い
河田木曽川渡河の戦い（こうだきそがわとこうのたたかい）は、関ヶ原の戦いの前哨戦のひとつである。

## 戦況
池田輝政、浅野幸長、山内一豊率いる東軍1万8千人は、美濃国羽栗郡河田島村（現・各務原市川島河田町）まで進軍し、木曽川を目前としていた。これに対し、岐阜城城主織田秀信は、百々綱家、飯沼長資らを羽栗郡米野村（現・笠松町）に配置した。織田秀信の作戦は、米野村で撃破し、さらに羽栗郡中屋村、各務郡新加納村（現・各務原市）、厚見郡川手村（現・岐阜市）で残党を撃破するものであった。西軍は総勢9千人であった。
1600年8月22日明方、池田輝政率いる東軍は木曽川渡河を決行。西軍は鉄砲隊を中心に撃破を試みたが、東軍は木曽川の中洲の小屋場島（現・各務原市）まで進軍し、陣を張る。そして対岸の米野村に進軍を開始する。
同日昼、両軍は米野村で激突する。（米野の戦い）

## 備考
河田木曽川渡河の戦いと米野の戦いは、同じ1600年8月22日の戦いである為、同じ戦いと見なされやすい。解釈として、河田島村を中心に行われた、東軍の木曽川渡河を西軍が阻止する戦いが、河田木曽川渡河の戦い。木曽川を渡った東軍と待ち受けた西軍との米野村での戦いが米野の戦いとなる。

## 現状
- この戦いは現在の各務原市川島地区（旧・羽島郡川島町）一帯で行われたが、綿密にいうと、現在の各務原市川島河田町、川島松原町、川島緑町、川島笠田町付近である。
- 池田輝政が陣を張ったという小屋場島は、現在の東海北陸自動車道川島パーキングエリア、及び河川環境楽園付近である。かつては輝政が旗をたてた、“旗立ての松”という老松があったが、今は枯れて無い。
- 木曽川渡河を行った場所付近には、1929年（昭和4年）から1962年（昭和37年）まで笠田の渡しが設置されていた。
- 川島会館前に解説看板がある。